# Dax McCarty
Michael Dax McCarty (Winter Park, 30 aprile 1987) è un calciatore statunitense, centrocampista del Des Moines Menace.

## Statistiche

### Presenze e reti nei club
Statistiche aggiornate all'8 dicembre 2024.
| Stagione                  | Squadra                   | Campionato                | Campionato | Campionato | Coppe nazionali | Coppe nazionali | Coppe nazionali | Coppe continentali | Coppe continentali | Coppe continentali | Altre coppe | Altre coppe | Altre coppe | Totale | Totale |
| Stagione                  | Squadra                   | Comp                      | Pres       | Reti       | Comp            | Pres            | Reti            | Comp               | Pres               | Reti               | Comp        | Pres        | Reti        | Pres   | Reti   |
| ------------------------- | ------------------------- | ------------------------- | ---------- | ---------- | --------------- | --------------- | --------------- | ------------------ | ------------------ | ------------------ | ----------- | ----------- | ----------- | ------ | ------ |
| 2006                      | FC Dallas                 | MLS                       | 2          | 0          | USOC            | 0               | 0               | -                  | -                  | -                  | -           | -           | -           | 2      | 0      |
| 2007                      | FC Dallas                 | MLS                       | 25+1       | 1+0        | USOC            | 1               | 0               | -                  | -                  | -                  | SL          | 1           | 0           | 28     | 1      |
| 2008                      | FC Dallas                 | MLS                       | 17         | 0          | USOC            | 1               | 0               | -                  | -                  | -                  | -           | -           | -           | 18     | 0      |
| 2009                      | FC Dallas                 | MLS                       | 28         | 3          | USOC            | 0               | 0               | -                  | -                  | -                  | -           | -           | -           | 28     | 3      |
| 2010                      | FC Dallas                 | MLS                       | 21+4       | 1+1        | USOC            | 0               | 0               | -                  | -                  | -                  | -           | -           | -           | 25     | 2      |
| Totale FC Dallas          | Totale FC Dallas          | Totale FC Dallas          | 93+5       | 5+1        |                 | 2               | 0               |                    | -                  | -                  |             | 1           | 0           | 101    | 6      |
| mar.-giu. 2011            | DC United                 | MLS                       | 13         | 0          | USOC            | 0               | 0               | -                  | -                  | -                  | -           | -           | -           | 13     | 0      |
| giu.-nov. 2011            | New York Red Bulls        | MLS                       | 16+2       | 0+0        | USOC            | 0               | 0               | -                  | -                  | -                  | -           | -           | -           | 18     | 0      |
| 2012                      | New York Red Bulls        | MLS                       | 33+2       | 3+0        | USOC            | 2               | 0               | -                  | -                  | -                  | -           | -           | -           | 37     | 3      |
| 2013                      | New York Red Bulls        | MLS                       | 30+2       | 4+0        | USOC            | 2               | 0               | -                  | -                  | -                  | -           | -           | -           | 34     | 4      |
| 2014                      | New York Red Bulls        | MLS                       | 31+5       | 3+0        | USOC            | 0               | 0               | CCL                | 3                  | 0                  | -           | -           | -           | 39     | 3      |
| 2015                      | New York Red Bulls        | MLS                       | 32+4       | 1+1        | USOC            | 3               | 0               | -                  | -                  | -                  | -           | -           | -           | 39     | 2      |
| 2016                      | New York Red Bulls        | MLS                       | 27+2       | 3+0        | USOC            | 2               | 0               | -                  | -                  | -                  | -           | -           | -           | 31     | 3      |
| Totale New York Red Bulls | Totale New York Red Bulls | Totale New York Red Bulls | 169+17     | 14+1       |                 | 9               | 0               |                    | 3                  | 0                  |             | -           | -           | 198    | 15     |
| 2017                      | Chicago Fire              | MLS                       | 28+1       | 0+0        | USOC            | 1               | 0               | -                  | -                  | -                  | -           | -           | -           | 30     | 0      |
| 2018                      | Chicago Fire              | MLS                       | 26         | 0          | USOC            | 4               | 0               | -                  | -                  | -                  | -           | -           | -           | 30     | 0      |
| 2019                      | Chicago Fire              | MLS                       | 32         | 1          | USOC            | 1               | 0               | -                  | -                  | -                  | -           | -           | -           | 33     | 1      |
| Totale Chicago Fire       | Totale Chicago Fire       | Totale Chicago Fire       | 86+1       | 1+0        |                 | 6               | 0               |                    | -                  | -                  |             | -           | -           | 93     | 1      |
| 2020                      | Nashville                 | MLS                       | 21+3       | 1+1        | -               | -               | -               | -                  | -                  | -                  | -           | -           | -           | 24     | 2      |
| 2021                      | Nashville                 | MLS                       | 28+2       | 0+0        | -               | -               | -               | -                  | -                  | -                  | -           | -           | -           | 30     | 0      |
| 2022                      | Nashville                 | MLS                       | 29+1       | 0+0        | USOC            | 3               | 0               | -                  | -                  | -                  | -           | -           | -           | 33     | 0      |
| 2023                      | Nashville                 | MLS                       | 17         | 0          | USOC            | 0               | 0               | -                  | -                  | -                  | -           | -           | -           | 17     | 0      |
| Totale Nashville          | Totale Nashville          | Totale Nashville          | 95+6       | 1+1        |                 | 3               | 0               |                    | -                  | -                  |             | -           | -           | 104    | 2      |
| 2024                      | Atlanta United            | MLS                       | 22+5       | 0+0        | USOC            | 3               | 0               | -                  | -                  | -                  | LC          | 2           | 0           | 32     | 0      |
| Totale carriera           | Totale carriera           | Totale carriera           | 512        | 24         |                 | 23              | 0               |                    | 3                  | 0                  |             | 3           | 0           | 541    | 24     |

### Cronologia presenze e reti in nazionale
| Cronologia completa delle presenze e delle reti in nazionale ― Stati Uniti | Cronologia completa delle presenze e delle reti in nazionale ― Stati Uniti | Cronologia completa delle presenze e delle reti in nazionale ― Stati Uniti | Cronologia completa delle presenze e delle reti in nazionale ― Stati Uniti | Cronologia completa delle presenze e delle reti in nazionale ― Stati Uniti | Cronologia completa delle presenze e delle reti in nazionale ― Stati Uniti | Cronologia completa delle presenze e delle reti in nazionale ― Stati Uniti | Cronologia completa delle presenze e delle reti in nazionale ― Stati Uniti |
| Data                                                                       | Città                                                                      | In casa                                                                    | Risultato                                                                  | Ospiti                                                                     | Competizione                                                               | Reti                                                                       | Note                                                                       |
| -------------------------------------------------------------------------- | -------------------------------------------------------------------------- | -------------------------------------------------------------------------- | -------------------------------------------------------------------------- | -------------------------------------------------------------------------- | -------------------------------------------------------------------------- | -------------------------------------------------------------------------- | -------------------------------------------------------------------------- |
| 14-11-2009                                                                 | Bratislava                                                                 | Slovacchia                                                                 | 1 – 0                                                                      | Stati Uniti                                                                | Amichevole                                                                 | -                                                                          | 72’                                                                        |
| 18-11-2009                                                                 | Aarhus                                                                     | Danimarca                                                                  | 3 – 1                                                                      | Stati Uniti                                                                | Amichevole                                                                 | -                                                                          | 80’                                                                        |
| 22-1-2010                                                                  | Carson                                                                     | Stati Uniti                                                                | 1 – 3                                                                      | Honduras                                                                   | Amichevole                                                                 | -                                                                          | 78’                                                                        |
| 23-2-2010                                                                  | East Rutherford                                                            | Stati Uniti                                                                | 3 – 1                                                                      | El Salvador                                                                | Amichevole                                                                 | -                                                                          | 79’                                                                        |
| 21-1-2011                                                                  | Carson                                                                     | Stati Uniti                                                                | 1 – 1                                                                      | Cile                                                                       | Amichevole                                                                 | -                                                                          | cap.                                                                       |
| 3-2-2017                                                                   | Chattanooga                                                                | Stati Uniti                                                                | 1 – 0                                                                      | Giamaica                                                                   | Amichevole                                                                 | -                                                                          | 63’                                                                        |
| 1-7-2017                                                                   | East Rutherford                                                            | Stati Uniti                                                                | 2 – 1                                                                      | Ghana                                                                      | Amichevole                                                                 | -                                                                          |                                                                            |
| 8-7-2017                                                                   | Nashville                                                                  | Stati Uniti                                                                | 1 – 1                                                                      | Panama                                                                     | Gold Cup 2017 - 1º turno                                                   | -                                                                          |                                                                            |
| 13-7-2017                                                                  | Filadelfia                                                                 | Stati Uniti                                                                | 3 – 2                                                                      | Martinica                                                                  | Gold Cup 2017 - 1º turno                                                   | -                                                                          | 86’                                                                        |
| 15-7-2017                                                                  | Cleveland                                                                  | Nicaragua                                                                  | 0 – 3                                                                      | Stati Uniti                                                                | Gold Cup 2017 - 1º turno                                                   | -                                                                          |                                                                            |
| 22-7-2017                                                                  | Arlington                                                                  | Costa Rica                                                                 | 0 – 2                                                                      | Stati Uniti                                                                | Gold Cup 2017 - Semifinale                                                 | -                                                                          | 85’                                                                        |
| 22-7-2017                                                                  | Santa Clara                                                                | Stati Uniti                                                                | 2 – 1                                                                      | Giamaica                                                                   | Gold Cup 2017 - Finale                                                     | -                                                                          | 90+1’                                                                      |
| 22-7-2017                                                                  | Orlando                                                                    | Stati Uniti                                                                | 4 – 0                                                                      | Panama                                                                     | Qual. Mondiali 2018                                                        | -                                                                          | 57’                                                                        |
| Totale                                                                     |                                                                            | Presenze                                                                   | 13                                                                         |                                                                            | Reti                                                                       | 0                                                                          |                                                                            |

## Palmarès

### Club

#### Competizioni nazionali
- MLS Supporters' Shield: 2

New York Red Bulls: 2013, 2015

### Nazionale
- Gold Cup: 1

2017